# ډ
Ḍal (ډ) est une lettre additionnelle de l’alphabet arabe utilisée dans l’écriture de l’ormuri et du pachto.

## Utilisation
Dans l’écriture du pachto ou de l’ormuri avec l’alphabet arabe, ‹ ډ › représente une consonne occlusive rétroflexe voisée [ɖ].
Cette lettre est déjà attestée dans les ouvrages pachto de Bāyazid Rōshān Ansāri (en) au XVIe siècle.

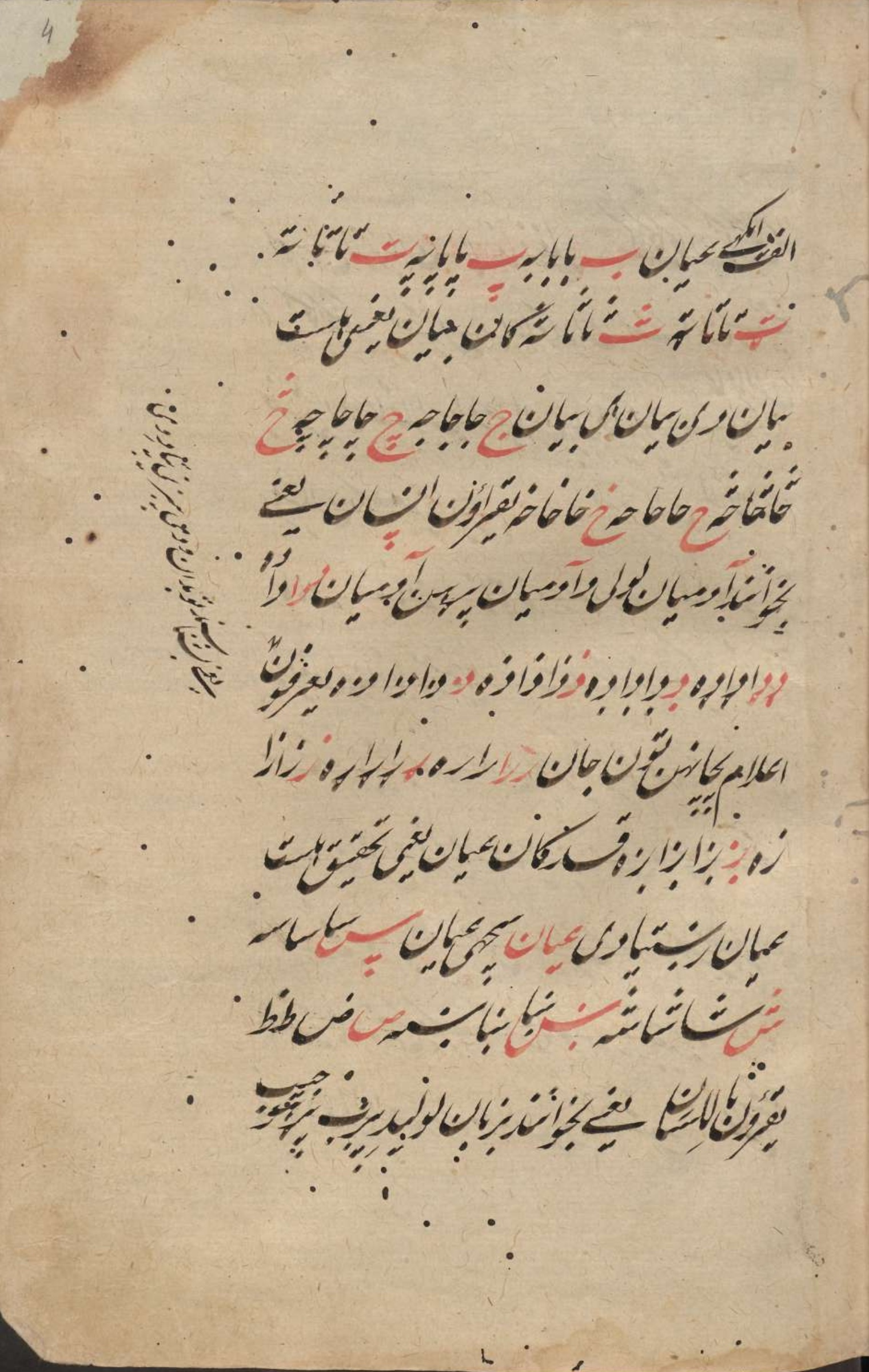
Folio de Ḫair al-Bayān de 1651 introduisant la lettre en pachto.